# داشدورجین ناتساگدورج
داشدورجین ناتساگدورج (به مغولی: ‎Боржигин Дашдоржийн Нацагдорж)‏ (۱۹۰۶–۱۹۳۷) شاعر، نویسنده، نمایش‌نویس و مترجم اهل مغولستان بود.

## زندگی‌نامه
داشدورجین ناتساگدورج در استان توو مغولستان به دنیا آمد و دوران کودکی خود را بیشتر در اولان باتور گذراند.
او یکی از مغول‌های جوانی بود که طی سال‌های ۱۹۲۶ تا ۱۹۲۹ در آلمان تحصیل کردند و پس از بازگشت نهادی را بنیاد گذاشتند که بعدها تبدیل به اتحادیه نویسندگان مغولستان شد.
وی را یکی از بنیادگذاران ادبیات معاصر مغولستان و نخستین نویسندهٔ سوسیالیست کلاسیک آن کشور به‌شمار می‌آورند.

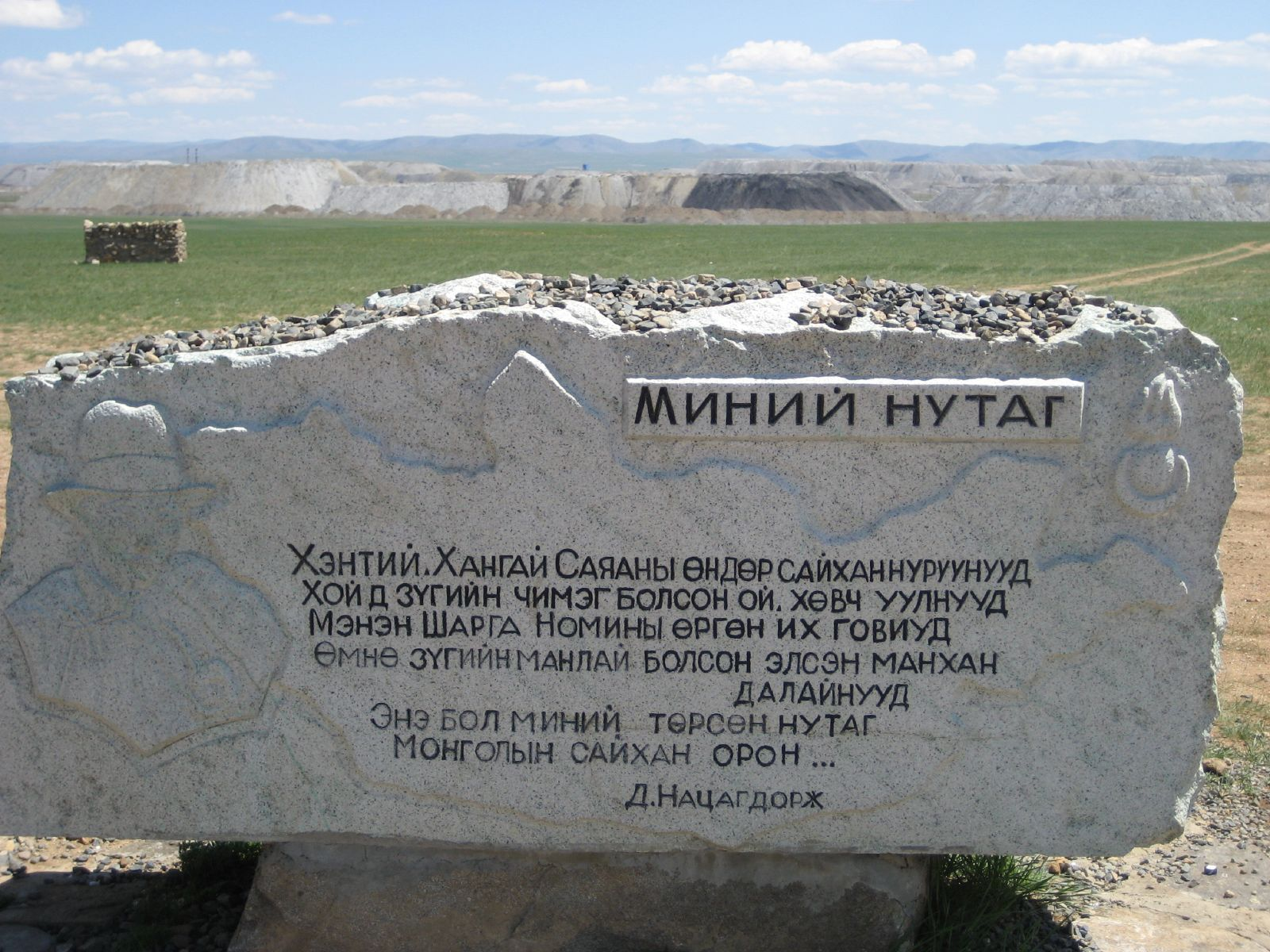
150pxوی

 نمایش‌نامه‌ها و سروده‌ها و داستان‌های زیادی دارد. نمایش‌نامهٔ موزیکال او به نام «سه غم‌انگیز» شهرت یافت.
معروف‌ترین اثر او «میهن من» نام دارد. نوشته‌های او بیشتر درون‌مایه انقلابی، آموزشی و عاشقانه دارند.
از داستان‌های او، داستان «فرزند دنیای کهن» در افغانستان به فارسی ترجمه شده‌است.